# SpongeBob SquarePants: Battle for Bikini Bottom — Rehydrated
SpongeBob SquarePants: Battle for Bikini Bottom — Rehydrated (с англ. «Губка Боб Квадратные Штаны: Битва за Бикини Боттом — Регидратация») — ремейк игры 2003 года основанной на мультсериале «Губка Боб Квадратные Штаны», разработанный Purple Lamp Studios, и изданный THQ Nordic. В отличие от оригинала, ремейк имеет мультиплеер, обновлённую графику.
Это первая игра по мультсериалу для ПК и консолей, которая разрабатывалась после смерти создателя мультсериала Стивена Хилленберга.

## Сюжет
Сюжет повторяет события оригинала.
Планктон, в очередной раз пытаясь украсть секретный рецепт Крабсбургера, создаёт аппарат «Дубликатотрон 3000», который позволяет создать большую армию роботов. Во время их производства, Планктон замечает что один из главных рычагов был поставлен на «Не подчиняться», из-за чего роботы вышвыривают его из Чам Баккета, после чего устраивают хаос во всём Бикини Боттом.
Тем временем, в доме Ананасе, Губка Боб и Патрик играются с игрушечными роботами. Губку расстраивает тот факт, что роботы не настоящие, после чего Патрик берёт «волшебную» ракушку и загадывает, чтобы роботы стали реальными. На следующий день утром Губка Боб замечает, что его дом был разгромлен реальными роботами. Позже на улице, он встречает Планктона, который говорит ему, что роботы появились из неоткуда и выгнали его из Чам Баккета. Губка Боб решает помочь Планктону вернутся обратно в его ресторан, при этом собирая золотые лопатки и спасая Бикини Боттом от роботов (однако сам Губка Боб не подозревает, что роботы являются делом рук Планктона).

## Разработка
Слухи о разработке данной игры появились ещё в 2012 году, после того как THQ объявила о своём банкротстве, а издателем новых игр по мультсериалам Nickelodeon стал Activision. Heavy Iron Studios, узнавши от том, что Activision стал новым издателем для игр про Губку Боба, решили попросить разрешение у Activision на разработку новой игры по данному мультсериалу, однако Activison отказалась, и права на разработку новой игры дали Behaviour Interactive, позже в 2013 году разработавшая игру SpongeBob SquarePants: Plankton’s Robotic Revenge, являющаяся по словам разработчиков: «наследником Battle For Bikini Bottom», а в 2015 году — SpongeBob HeroPants.
В марте 2018 года THQ Nordic заявила, что начала сотрудничество с каналом Nickelodeon для перевыпуска старых игр THQ, основанных на мультсериалах канала, на современные игровые системы, после чего был представлен список мультсериалов, которые планируют перевыпустить.
4 июня 2019 года появилась информация, что THQ Nordic с 5 по 7 июня анонсируют три игры перед выставкой E3 2019. Официальный анонс игры состоялся 5 июня, и в тот же день появился первый трейлер.
24 июля 2019 года THQ Nordic заявила, что собираются приехать на Gamescom 2019, чтобы показать и дать опробовать 6 новых игр, среди которых вошел и Spongebob Squarepants. Показ самой игры состоялся 20 августа и она являлась Pre-Alpha.
24 октября 2019 года были анонсированы коллекционные издания игры «F.U.N. Edition» и «Shiny Edition».
С 27 февраля по 1 марта 2020 года на выставке PAX East, была продемонстрирована новая версия игры, где были показаны обновлённые анимации главного героя (в частности анимации во время диалогов), обновлённый ракурс камеры, более яркий визуал, а также мини-игра с крюком.
16 апреля 2020 года THQ Nordic выпустила трейлер, где были продемонстрированы другие уровни, битвы с боссами, мультиплеер, а также дата выхода — 23 июня. Позже игра стала доступна для предзаказа в Microsoft Store, а также в Steam и в магазинах других платформ.
5 января 2021 года издательство HandyGames на своём официальном сайте анонсировало мобильную версию  Battle for Bikini Bottom — Rehydrated для Android и IOS, которая вышла 21 января 2021 года.

## Критика
| Сводный рейтинг       | Сводный рейтинг                                        |
| Агрегатор             | Оценка                                                 |
| --------------------- | ------------------------------------------------------ |
| Metacritic            | 68/100 (PS4) 69/100 (PC) 71/100 (XOne) 68/100 (Switch) |
| Иноязычные издания    |                                                        |
| Издание               | Оценка                                                 |
| Destructoid           | 6/10                                                   |
| GameRevolution        | [ 17 ]                                                 |
| GameSpot              | 2/10                                                   |
| Hardcore Gamer        | [ 19 ]                                                 |
| IGN                   | 5/10                                                   |
| Nintendo Life         | 7/10                                                   |
| Nintendo World Report | 7,5/10                                                 |
| Shacknews             | 8/10                                                   |
| The Games Machine     | 7,8/10                                                 |
| EasyAllies            | 7,5/10                                                 |
| PC Games              | 7/10                                                   |
| Русскоязычные издания |                                                        |
| Издание               | Оценка                                                 |
| 3DNews                | 7/10                                                   |
| GoHa.Ru               | 6/10                                                   |
| StopGame.ru           | «Похвально»                                            |

SpongeBob SquarePants: Battle for Bikini Bottom — Rehydrated получила «смешанные или средние отзывы» по данным сайта Metacritic.